# Матсья
Матсья — перший канонічний аватар Вішну, його інкарнація в образі риби.
Священні книги часто звертаються до легенди про Великий Потоп, що спустошив світ. Вішну-Захисник, з'являється в цьому випадку у формі великої риби і рятує Ману, першолюдину, прабатька нової людської раси. Подібно старозавітному Ною, Ману обраний на роль першолюдини як великий праведник у часи загального гріха.
Приводяться різні версії потопу. Пуранічні сказання говорять нам, що крім Ману також були врятовані Сім Божественних Ріш, або наділені розумом діти Брахми разом з їх дружинами, і завдяки цьому світ пізніше знову був заселений людьми.

## Іконографія
В іконографічному представленні цієї інкарнації Вішну виступає в образі напівриби-напівлюдини, причому нижня його половина риб'яча. У чотирьох руках він несе мушлю і колесо (диск), дві руки в благодатній і захисній позиціях. Він носить Кіріта-корону й інші традиційні для Вішну прикраси.